# Alex La Guma
Justin Alexander La Guma (* 20. Februar 1925 in Kapstadt; † 11. Oktober 1985 in Havanna, Kuba) war ein südafrikanischer Schriftsteller und oppositioneller Politiker.

## Leben
La Guma wurde im District Six in Kapstadt geboren. Sein Vater war James La Guma, ein hoher Funktionär in der Industrial and Commercial Workers Union und anderen Gewerkschaften sowie in der South African Communist Party (SACP).
Nachdem La Guma 1945 seine Ausbildung an einer Technikschule erfolgreich beendet hatte, arbeitete er als Buchhalter und wurde aktives Mitglied einer Gewerkschaft. Er wurde entlassen, nachdem er einen Streik organisiert hatte, und engagierte sich politisch. Er trat 1947 der Young Communist League bei. Ein Jahr später wurde er Mitglied der SACP. Er wurde 1953 Gründungsmitglied und erster Präsident der South African Coloured People’s Organisation (SACPO), einer dem African National Congress (ANC) nahestehenden Vertretung der Coloureds. 1954 heiratete er. Ab 1955 arbeitete er als Journalist der progressiven südafrikanischen Zeitschrift New Age. Im selben Jahr gehörte er zu den Organisatoren des Congress of the People, der die Freiheitscharta verabschiedete. Er nahm jedoch nicht daran teil, weil er auf dem Weg von Kapstadt nach Johannesburg verhaftet wurde. Er gehörte ab 1956 zu den Angeklagten im Treason Trial und wurde wie alle übrigen Angeklagten nach mehreren Jahren freigesprochen.
Seine erste Erzählung, Nocturn, veröffentlichte er 1957. 1958 wurde er angeschossen, überlebte aber. Nach dem Sharpeville-Massaker wurde er erneut verhaftet und 1962 nach dem Suppression of Communism Act gebannt. Im selben Jahr erschien sein Buch A Walk in the Night and Other Stories in einem nigerianischen Verlag. Die Titelgeschichte porträtiert das Leben im District Six, der später zwangsgeräumt wurde. Auch das Buch wurde in Südafrika sofort gebannt. 1963 wurde La Guma für fünf Jahre unter Hausarrest gestellt. Einige Bücher erschienen in der englischsprachigen Reihe Seven Seas Publishers des in Ost-Berlin ansässigen Verlags Volk und Welt.
1966 erhielt La Guma für sich und seine Familie eine Ausreiseerlaubnis und zog nach London, wo er vor als Versicherungsangestellter, Journalist, Drehbuchautor und schließlich auch als Buchautor arbeitete. Sein Buch The Stone Country spielt in einem südafrikanischen Gefängnis. Von 1973 bis 1979 war er stellvertretender Generalsekretär, danach bis zu seinem Tod Generalsekretär der Afro-Asiatischen Schriftstellerorganisation, nachdem er 1969 den Lotus Prize dieser Organisation erhalten hatte. Sein letztes Buch Time of the Butcherbird (deutsch: „Die Zeit des Würgers“) erschien 1979 und handelt von einer Buren-Familie in der Karoo, die die Einheimischen rücksichtslos vertreibt.
1978 wurde La Guma Repräsentant des ANC für Mittel- und Südamerika. Er residierte in Kuba, wo er 1985 an einem Herzinfarkt starb.
Mehrere seiner Bücher wurden ins Deutsche übersetzt.

## Zitat
„[LaGuma’s] fiction has become an important social and historical testament of the apartheid era. Through his vivid descriptions of person and place, and particularly in his accurate rendition of the idioms and peculiarities of polyglot Cape Town, he was able to capture the appalling racial conditions that existed. – [La Gumas] belletristische Werke wurden zu einem bedeutenden sozialen und historischen Testament der Ära der Apartheid. Durch seine lebendigen Beschreibungen von Personen und Orten und vor allem durch seine genaue Wiedergabe von Redensarten und Besonderheiten des polyglotten Kapstadt schaffte er es, die damaligen abstoßenden rassistischen Zustände einzufangen.“

## Auszeichnungen
- 1969: Lotus Prize für Literatur der Afro-Asian Writers’ Conference
- 2003: Order of Ikhamanga in Gold (postum)[4]

## Werke
- 1962: A Walk in the Night and Other Stories. Mbari, Ibadan
- 1964: And a Threefold Cord. Seven Seas Publishers, Berlin (DDR)
- 1967: The Stone Country. Seven Seas Publishers, Berlin (DDR)
- 1971: Apartheid. Seven Seas Publishers, Berlin (DDR) (als Herausgeber)
- 1972: In the Fog of the Season’s End. Heinemann, London
  - Im Spätsommernebel. Volk und Welt, Berlin 1975
- 1978: A Soviet Journey. Progress Publishers, Moskau
- 1979: Time of the Butcherbird. Heinemann, London
  - Die Zeit des Würgers. Lembeck, Frankfurt am Main 1981, ISBN 3-87476-153-3